# Hemimyzon papilio
Hemimyzon papilio är en fiskart som beskrevs av Kottelat, 1998. Hemimyzon papilio ingår i släktet Hemimyzon och familjen grönlingsfiskar. IUCN kategoriserar arten globalt som livskraftig. Inga underarter finns listade i Catalogue of Life.